# Chrysopidia ignobilis
Chrysopidia ignobilis är en insektsart som först beskrevs av Walker 1860.  Chrysopidia ignobilis ingår i släktet Chrysopidia och familjen guldögonsländor. Inga underarter finns listade i Catalogue of Life.